# Championnat du Luxembourg de football 1927-1928
Navigation
Saison précédente Saison suivante
La saison 1927-1928 du Championnat du Luxembourg de football était la 18e édition du championnat de première division au Luxembourg. Huit clubs sont regroupés au sein d'une poule unique où ils se rencontrent deux fois, à domicile et à l'extérieur. En fin de saison, les deux derniers du classement sont relégués et remplacés par les deux meilleurs clubs de Promotion d'Honneur, la deuxième division luxembourgeoise.
C'est le club du CA Spora Luxembourg qui remporte le titre en terminant en tête du classement final, avec 8 points d'avance sur l'un des promus, le Stade Dudelange et 9 sur les Red Boys Differdange. C'est le 2e titre de champion du Luxembourg du club, qui réussit le doublé en battant son dauphin en finale de la Coupe du Luxembourg au bout de 3 matchs (2-2, 3-3 puis 5-2).
C'est une surprise en bas de classement, puisqu'en plus du promu le Progrès Grund, c'est le champion en titre, l'Union Luxembourg, qui descend en Promotion d'Honneur après une saison calamiteuse (1 victoire et 3 matchs nuls en 14 rencontres).

## Les 8 clubs participants
| - CA Spora Luxembourg - Red Black Pfaffenthal - Red Boys Differdange - Jeunesse d'Esch - Fola Esch - Progrès Grund - Promu de Division d'Honneur - Union Luxembourg - Stade Dudelange - Promu de Division d'Honneur |

## Compétition

### Classement
Le barème utilisé pour établir le classement est le suivant :
- Victoire : 2 points
- Match nul : 1 point
- Défaite, forfait ou abandon : 0 point

| Rang | Équipe                  | Pts | J  | G  | N | P  | Bp | Bc | Diff |  | Résultats (▼ dom., ► ext.) | Spo | Dud | Dif | Pfa | Jeu | Fol | Gru | Uni |
| ---- | ----------------------- | --- | -- | -- | - | -- | -- | -- | ---- |  | -------------------------- | --- | --- | --- | --- | --- | --- | --- | --- |
| 1    | CA Spora Luxembourg (C) | 24  | 14 | 11 | 2 | 1  | 53 | 20 | +33  |  | CA Spora Luxembourg (C)    |     | 4-2 | 4-2 | 2-0 | 4-0 | 3-2 | 7-2 | 4-1 |
| 2    | Stade Dudelange (P)     | 16  | 14 | 8  | 0 | 6  | 34 | 27 | +7   |  | Stade Dudelange (P)        | 1-0 |     | 5-0 | 2-1 | 5-2 | 4-2 | 0-1 | 5-3 |
| 3    | Red Boys Differdange    | 15  | 14 | 6  | 3 | 5  | 41 | 34 | +7   |  | Red Boys Differdange       | 1-1 | 6-1 |     | 1-1 | 5-1 | 2-3 | 4-0 | 4-1 |
| 4    | Red Black Pfaffenthal   | 14  | 14 | 6  | 2 | 6  | 25 | 23 | +2   |  | Red Black Pfaffenthal      | 0-3 | 2-0 | 3-2 |     | 5-1 | 1-3 | 2-1 | 3-0 |
| 5    | Jeunesse d'Esch         | 14  | 14 | 6  | 2 | 6  | 37 | 44 | -7   |  | Jeunesse d'Esch            | 4-4 | 2-1 | 2-4 | 2-1 |     | 4-4 | 5-2 | 4-1 |
| 6    | CS Fola Esch            | 13  | 14 | 4  | 5 | 5  | 33 | 38 | -5   |  | CS Fola Esch               | 2-7 | 2-1 | 1-1 | 1-1 | 4-6 |     | 6-2 | 1-1 |
| 7    | Progres Grund (P)       | 11  | 14 | 5  | 1 | 8  | 29 | 44 | -15  |  | Progres Grund (P)          | 1-6 | 0-3 | 7-2 | 2-4 | 3-1 | 3-0 |     | 2-1 |
| 8    | Union Luxembourg (T)    | 5   | 14 | 1  | 3 | 10 | 25 | 47 | -22  |  | Union Luxembourg (T)       | 2-4 | 2-4 | 4-7 | 3-1 | 1-3 | 2-2 | 3-3 |     |

## Bilan de la saison
| Championnat du Luxembourg de football 1927-1928 |                                |
| Champion                                        | CA Spora Luxembourg (2e titre) |
| Coupes et trophées                              |                                |
| Vainqueur de la Coupe du Luxembourg 1927-1928   | CA Spora Luxembourg            |
| Promotions et relégations                       |                                |
| Promus en Première Division                     | AS Differdange                 |
| Promus en Première Division                     | Progrès Niedercorn             |
| Relégués en Division d'Honneur                  | Progrès Grund                  |
| Relégués en Division d'Honneur                  | Union Luxembourg               |